# 铁柳镇
铁柳乡，是中华人民共和国四川省凉山彝族自治州会东县下辖的一个乡镇级行政单位。

## 行政区划
铁柳乡下辖以下地区：
铁柳村、新房村、大柳树村、老房村、官房村、莲花寨村和长冲村。